# 阿蓋爾 (佛羅里達州)
阿蓋爾（英語：Argyle）是位於美國佛羅里達州沃爾頓縣的一個非建制地區。該地的面積和人口皆未知。

## 地理
阿蓋爾的座標為30°43′11″N 86°02′40″W / 30.71972°N 86.04444°W，而該地的平均海拔高度為77米（即253英尺）。